# Jurij Arťuchin
Jurij Petrovič Arťuchin (rusky Юрий Петрович Артюхин; 22. července 1930 v Peršutinu u Moskvy – 4. srpna 1998 v Hvězdném městečku) byl sovětský kosmonaut ruské národnosti.

## Život
Otce, který sloužil u letectva a krátce po zahájení války byl sestřelen, ztratil v roce 1941. V deváté třídě se rozhodl jít v jeho šlépějích a byl poslán na balašovské učiliště pro piloty (KVVAUL). Ze zdravotních důvodů k létání nebyl připuštěn a přešel na serpuchovské letecké technické učiliště. Po dvou letech výuky se stal roku 1950 v hodnosti podporučíka starším technikem letky v zabajkalském vojenském okruhu. Po čase začal studovat na Vojenské letecké inženýrské akademii Žukovského v Moskvě. Po úspěšném absolvování získal titul inženýra a na škole zůstal a pracoval zde v jedné z vědeckých laboratoří. V lednu 1963 byl přijat do oddílu kosmonautů..

## Let do vesmíru
V dubnu 1973 měl Jurij Arťuchin spolu s Pavlem Popovičem letět na vojenskou stanici Almaz 101-1, pro veřejnost označovanou jako Saljut 2. Stanice však předčasně zanikla. Oba v přípravě pokračovali.
V roce 1974 absolvoval let kosmickou lodí Sojuz 14 k orbitální stanici Saljut 3 ve funkci palubního inženýra. Letěl společně s kosmonautem Pavlem Popovičem a na stanici pracovali 14 dní.
- Sojuz 14 (3. července 1974 – 19. července 1974)

## Po letu
Později absolvoval další vysokou školu, v roce 1980 se stal kandidátem věd a dostával další vyšší vojenské funkce. Do kosmu již neletěl. V roce 1990 dosáhl hodnosti plukovníka.
Byl ženatý, měl dvě děti. V roce 1992 byl penzionován. Zemřel v důsledku nemoci ve svých 68 letech.